# Serious Sam: Next Encounter
Serious Sam: Next Encounter — видеоигра в жанре шутера от первого лица разработанная компанией Climax Group и изданная в 2004 году компанией Global Star Software. Являясь спин-оффом серии Serious Sam, игра рассказывает о Сэме «Серьёзном» Стоуне, который преследует неизвестного врага через Древний Рим, феодальный Китай и Атлантиду и уничтожает его силы, чтобы в конечном итоге раскрыть его личность. Игрок управляет Сэмом на замкнутых уровнях, сражаясь с волнами врагов с помощью различных видов оружия и, иногда, транспортных средств. Победа над врагами является обязательным условием для продвижения по уровню, а убийство двадцати врагов в быстрой последовательности временно увеличивает силу, скорость и количество очков. Два игрока могут пройти кампанию в кооперативном режиме, а в режиме «против всех» — до восьми игроков.
Разработка игры началась под названием Serious Sam: Word to the Mothership, на игровом движке, созданном для GameCube. Команда разработчиков, состоящая из двадцати человек, черпала вдохновение из предыдущих игр серии Serious Sam, GoldenEye 007, Perfect Dark, Smash TV, Ikari Warriors и Contra. На более поздних этапах разработки была введена система «Super Combo» и сделан упор на увеличение частоты кадров. Global Star Software в январе 2004 года анонсировала игру под названием Next Encounter и в апреле выпустила её для игровых приставок GameCube и PlayStation 2. Игра была встречена неоднозначно. Критики похвалили стабильную частоту кадров, но раскритиковали графику. Управление и многопользовательские режимы были приняты хорошо. Были высказаны противоположные мнения относительно музыки и юмора игры, а также были раскритикованы повторяемость игры и дизайн уровней.

## Игровой процесс
Serious Sam: Next Encounter — шутер от первого лица. Игрок, управляя Сэмом «Серьёзным» Стоуном, проходит замкнутые уровни, часто состоящие из узких коридоров и открытых участков. В игре сорок два уровня, распределённых между тремя тематическими мирами. На каждом уровне игрок сталкивается с различными врагами, одни из которых атакуют в ближнем бою, а другие обстреливают Сэма снарядами. Враги телепортируются в помещение и могут подойти с любой стороны. Игрок часто должен очистить комнату от одной или нескольких волн врагов, прежде чем перейти в следующую. В других случаях необходимо собрать несколько предметов и вставить их в заранее определённые слоты, чтобы открыть путь вперёд. В игре также есть элементы платформинга и спрятанные на уровнях секреты.
Next Encounter содержит различные виды оружия, среди которых десять видов оружия дальнего боя и бензопила для ближнего боя. По умолчанию Сэм вооружён двумя пистолетами с неограниченным боезапасом. Некоторые виды оружия имеют несколько типов боеприпасов, между которыми можно переключаться. Если удерживать кнопку спуска для стрельбы, оружие будет стрелять непрерывно. При выборе дополнительной настройки оружие автоматически наводится на врагов. Каждые несколько уровней игрок может использовать транспортное средство — джип, подводную лодку или комбайн — и убивать врагов, переезжая их или используя навесное оружие.
Убийство врагов и сбор спрятанных сокровищ увеличивает счет. В зависимости от итогового счёта на уровне, игрок награждается медалью, а сбор определённого количества золотых медалей разблокирует дополнительные «потерянные уровни». Убийство двадцати врагов подряд активирует «Суперкомбо», которое увеличивает скорость передвижения Сэма, скорострельность его оружия и урон, наносимый противникам, а также удваивает счёт, полученный за каждого следующего врага. Это состояние длится десять секунд. Когда здоровье Сэма истощается, игровой процесс приостанавливается, персонаж возвращается на последнюю пройденную контрольную точку, а игрок получает штраф к очкам.
Два игрока могут пройти кампанию совместно в режиме разделённого экрана. Есть три режима игры: «Deathmatch», «Pass the Bomb» и «Hold the Flag». На PlayStation 2 в них можно играть один на один в режиме разделённого экрана или с восемью игроками по сети, а на GameCube в режиме разделённого экрана могут соревноваться до четырёх игроков.

## Сюжет
Serious Sam: Next Encounter — «побочная глава» в серии игр Serious Sam. Она начинается с того, что Ментал — антагонист серии — просит своего неопознанного, похожего на ребёнка приспешника не вмешиваться в работу временного шлюза Ментала, пока тот отсутствует. Приспешник неискренне соглашается, но в итоге использует временной шлюз, чтобы отправиться в неизвестном направлении. Позже один из учёных замечает нарушение в потоке пространства-времени и вызывает Сэма «Серьёзного» Стоуна (озвученного Джоном Дж. Диком) в свою лабораторию. Учёный объясняет ситуацию и отправляет Сэма в Колизей в Древнем Риме, где Сэм сталкивается с несколькими волнами врагов из орды Ментала и побеждает их. Разъярённый приспешник приказывает казнить Сэма, но учёный сообщает об ошибке телепортатора, и Сэм переносится на виллу сенатора Цицерона в окрестностях Рима. Сэму поручено вернуться в Колизей пешком, одновременно готовясь к будущим сражениям. Пробиваясь через многочисленные силы Ментала, он продвигается в город и снова входит в Колизей. После победы над несколькими волнами врагов приспешник вызывает гигантское чудовище, известное как Диаблотавр. Сэм одерживает над ним победу и видит, как приспешник убегает через близлежащий временной шлюз. Сэм следует за ним.
Сэм приземляется недалеко от Сифенгкоу в феодальном Китае. NETRICSA — его «нейротронно имплантированный анализатор боевой ситуации» — обнаруживает, что в регионе присутствует ещё один временной шлюз, а также новые силы противника, хотя и менее организованные, чем раньше. Сэм переходит через Великую Китайскую стену в Цзюйюнгуань, затем через пустыню в Цзяюйгуань и через город Дуньхуан, чтобы добраться до Запретного города, где NETRICSA обнаруживает, что очередной временной шлюз спрятан в храме в центре города. В этом храме Сэм сталкивается с подземным императором Гидрой, побеждает его и путешествует дальше через временной шлюз, оказываясь на изолированном острове на льдине над Атлантидой. Сэм попадает в подземный городской комплекс через вентиляционное отверстие, где NETRICSA отмечает большие энергетические выбросы, выходящие из тронного зала Атлантиды. Сэм направляется туда и поднимается на трон, где земля под ним разверзается, в результате чего он падает в материнский корабль инопланетной расы сириан. NETRICSA обнаруживает, что неизвестное существо пытается запустить корабль, и просит Сэма остановить его. В двигательном отсеке корабля его встречает секретное оружие корабля — Сирианский Повелитель Тьмы, сочетание технологии и сирианского воина. После того, как Сэм уничтожает его, приспешник выходит из головы поверженного Сирианского Повелителя Тьмы. Сэм ловит приспешника Ментала и устраивает тому порку. Приспешник признаёт, что это он виноват в предыдущих бедах Сэма, и заявляет, что он злой клон Сэма и «высший воин зла», хотя ему ещё предстоит повзрослеть. Не впечатлившись, Сэм проводит клона через временной шлюз в лабораторию для исследования. После их ухода на корабле срабатывает устройство клонирования, породившее ещё несколько копий злого клона.

## Разработка и выпуск
Serious Sam: Next Encounter была разработана компанией Climax Group силами её студии Climax Solent. По словам ведущего дизайнера Сэма Барлоу, команда из примерно двадцати человек работала в позитивной атмосфере. Разработка началась когда Climax Solent получила в распоряжение комплекты для разработки игр на GameCube и создала игровой движок для этой системы. Игра, во время разработки называвшаеся Serious Sam: Word to the Mothership, черпала вдохновение из нескольких источников. В качестве базового шаблона были использованы предыдущие игры серии Serious Sam, управление было разработано таким же отзывчивым и интуитивно понятным, как в GoldenEye 007 и Perfect Dark, дизайн волн врагов был вдохновлён Smash TV, а транспортные средства были смоделированы по образцу Ikari Warriors. Продюсер Мэтт Купер также назвал источником вдохновения игру Contra. Были разработаны новые виды противников, которые вошли в игру наравне с противниками из прошлых игр серии.
Сотрудники поддерживали моральный дух с помощью игрового тестирования и часто делились высокими очками на внутренних досках объявлений. Дополнительные тестировщики были взяты «с улицы», некоторые из них проявляли значительный интерес к видеоиграм, и их было трудно удалить из офиса после сеанса тестирования. В конце разработки была введена система «Супер-комбо», которая, по словам Барлоу, «полностью изменила игру» и то, как в неё играли тестировщики. Несколько элементов были вырезаны по разным причинам, включая технические ограничения и дизайнерские решения. Ближе к концу производства художникам и программистам было предложено улучшить частоту кадров в игре. Global Star Software, бюджетный издательский лейбл компании Take-Two Interactive, в январе 2004 года анонсировала игру Next Encounter для игровых систем GameCube и PlayStation 2, а также игру Serious Sam Advance для портативной системы Game Boy Advance. Компания выпустила обе игры в Северной Америке 14 апреля 2004 года. Версии для PAL региона вышли 30 апреля 2004 года.

## Отзывы
| Сводный рейтинг | Сводный рейтинг | Сводный рейтинг |
| Издание         | Оценка          | Оценка          |
| Издание         | GC              | PS2             |
| --------------- | --------------- | --------------- |
| GameRankings    | 73,48 %         | 68,30 %         |